# Франтішек Чап
Франтішек Чап (чеськ. František Čap; нар. 7 грудня 1913, Чаховіце, Богемія, Австро-Угорщина (зараз Чехія) — пом. 12 січня 1972, Пірано, Югославія (зараз Словенія)) — чехословацький кінорежисер і сценарист. Лауреат Гран-прі (головного призу) 1-го Каннського міжнародного кінофестивалю за фільм «Люди без крил».

## Біографія
Франтішек Чап народився 7 грудня 1913 року в Чаховіце, Богемія, Австро-Угорщина (зазар Чехія). Закінчив середню школу в Таборі, потім вищу лісогосподарську школу в Пісеку. У 19 років він вирушив до Праги, в Lucernafilm, з наміром освоїти кілька професій, пов'язаних з кіно. У 1932 році Чап знявся в ролі гімназиста у стрічці «До закінчення», який була його єдиною акторською роботою в кіно. У 1939—1948 роках він поставив як режисер близько 16 фільмів.
У 1946 році фільм Франтішека Чапа «Люди без крил» взяв участь в конкурсній програмі 1-го Каннського міжнародного кінофестивалю та отримав разом з 10 іншими стрічками головний приз — Гран-прі фестивалю.
У 1949 році Франтішек Чап з матір'ю емігрували до Західної Німеччини, де він працював у Мюнхені на студії Bavaria Film. Пізніше, він оселився у Словенії, де зустрівся в Любляні з директором студії Triglav Film Браніміром Тумою і допоміг з розвитком словенського кіно. Перший фільм Франтішека Чапа, знятий у Югославії, романтична комедія «Навесні» (1953), і сьогодні вважається одним з найуспішніших югославських фільмів.
На початку 1960-х років Франтішек Чап не зміг знайти роботу в Югославії, і звернувся до режисури фільмів і телевізійних серіалів у Німеччині та Австрії.

## Фільмографія
Режисер і сценарист
| Рік  |     | Назва українською                | Оригінальна назва          | Режисер | Сценарист |
| ---- | --- | -------------------------------- | -------------------------- | ------- | --------- |
| 1937 |     | Невинність                       | Panenství                  |         | Так       |
| 1937 |     | Квочка                           | Kvocna                     |         | Так       |
| 1938 |     | Крок у пітьму                    | Krok do tmy                |         | Так       |
| 1939 |     | Вогненне літо                    | Ohnivé léto                | Так     | Так       |
| 1940 |     | Діва                             | Panna                      | Так     |           |
| 1940 |     | Бабуся                           | Babicka                    | Так     | Так       |
| 1941 |     | Нічний метелик                   | Nocní motýl                | Так     | Так       |
| 1941 |     | Прелюдія                         | Preludium                  | Так     |           |
| 1941 |     | Ян Сімбура                       | Jan Cimbura                | Так     | Так       |
| 1943 |     | Танцюрист                        | Tanecnice                  | Так     | Так       |
| 1944 |     | Дівчина з Бескид                 | Devcica z Bezkyd           | Так     |           |
| 1946 |     | Люди без крил                    | Muzi bez krídel            | Так     |           |
| 1947 |     | Знак якоря                       | Znamení kotvy              | Так     | Так       |
| 1948 |     | Музикант                         | Muzikant                   | Так     | Так       |
| 1948 |     | Біла пітьма                      | Bílá tma                   | Так     | Так       |
| 1950 |     | Коштовності корони               | Kronjuwelen                | Так     | Так       |
| 1951 |     | Вічна гра                        | Das ewige Spiel            | Так     | Так       |
| 1952 |     | Стежка веде до Берліна           | Die Spur führt nach Berlin | Так     |           |
| 1953 |     | Навесні                          | Vesna                      | Так     | Так       |
| 1954 |     | Спочатку це був гріх             | Am Anfang war es Sünde     | Так     | Так       |
| 1955 |     | Вирішальні хвилини               | Trenutki odlocitve         | Так     | Так       |
| 1956 |     | Врятуйте, вона мене любить!      | Hilfe — sie liebt mich     | Так     | Так       |
| 1956 |     |                                  | Die Geierwally             | Так     |           |
| 1957 |     | Пісок, любов і сіль              | La ragazza della salina    | Так     | Так       |
| 1957 |     | Не чекайте травня                | Ne cakaj na maj            | Так     | Так       |
| 1959 |     | Двері залишаються відчиненими    | Vrata ostaju otvorena      | Так     |           |
| 1960 |     | Звіт X-25                        | X-25 javlja                | Так     | Так       |
| 1962 |     | Ми зустрінемося сьогодні ввечері | Srescemo se veceras        | Так     |           |
| 1962 |     | Наш автомобіль                   | Nas avto                   | Так     | Так       |
| 1968 | т/с | Рінальдо Рінальдіні              | La kermesse des brigands   | Так     |           |

## Визнання
| Нагороди та номінації Франтішека Чапа  | Нагороди та номінації Франтішека Чапа        | Нагороди та номінації Франтішека Чапа | Нагороди та номінації Франтішека Чапа |
| Рік                                    | Категорія                                    | Фільм                                 | Результат                             |
| -------------------------------------- | -------------------------------------------- | ------------------------------------- | ------------------------------------- |
| Венеційський міжнародний кінофестиваль |                                              |                                       |                                       |
| 1941                                   | Кубок Муссоліні за найкращий іноземний фільм | Нічний метелик                        | Номінація                             |
| 1941                                   | Приз Плита                                   | Нічний метелик                        | Перемога                              |
| Каннський міжнародний кінофестиваль    |                                              |                                       |                                       |
| 1946                                   | Гран-прі фестивалю                           | Люди без крил                         | Перемога                              |
| Югославський кінофестиваль в Пулі      |                                              |                                       |                                       |
| 1954                                   | Приз Золота Арена за найкращий фільм         | Навесні                               | Перемога                              |
| 1955                                   | Приз Золота Арена за найкращий фільм         | Вирішальні хвилини                    | Перемога                              |